# Liên đoàn bóng đá Ý
Liên đoàn bóng đá Ý (tiếng Ý: Federazione Italiana Giuoco Calcio; FIGC), còn được biết đến với tên gọi Federcalcio, là cơ quan quản lý bóng đá ở Ý. Liên đoàn có trụ sở ở Roma và bộ phận kĩ thuật nằm ở Coverciano, Florence.
Liên đoàn tổ chức các giải đấu bóng đá Ý như Serie A, Serie B và Cúp bóng đá Ý. Liên đoàn cũng chịu trách nhiệm quản lý đội tuyển bóng đá quốc gia Ý (của nam), của nữ và các đội tuyển bóng đá trẻ quốc gia. Đội tuyển bóng đá trong nhà quốc gia Ý cũng thuộc về liên đoàn.

## Chủ tịch
| Thứ tự | Ảnh | Chủ tịch                                  | Từ      | Đến         | Ghi chú                                             |
| ------ | --- | ----------------------------------------- | ------- | ----------- | --------------------------------------------------- |
| 1      |     | Mario Vicary                              | 1898    | 1905        |                                                     |
| 2      |     | Giovanni Silvestri                        | 1905    | 1907        |                                                     |
| 3      |     | Emilio Balbiano di Belgioioso             | 1907    | 1909        |                                                     |
| 4      |     | Luigi Bosisio                             | 1909    | 1910        |                                                     |
| 5      |     | Felice Radice                             | 1910    | 1911        |                                                     |
| 6      |     | Alfonso Ferrero de Gubernatis Ventimiglia | 1911    | 1912        |                                                     |
| 7      |     | Emilio Valvassori Vittorio Rignon         | 1912    | 1913        | Lâm thời                                            |
| 8      |     | Luigi De Rossi                            | 1913    | 1914        | Được bầu, nhưng từ chối chức vụ                     |
| 9      |     | Carlo Montù                               | 1914    | 1915        |                                                     |
| 10     |     | Francesco Mauro                           | 1915    | 1919        | Phó chủ tịch và lãnh đạo thay thế trong thế chiến I |
| 11     |     | Carlo Montù                               | 1919    | 1920        |                                                     |
| 12     |     | Francesco Mauro                           | 1920    | 1921        | Lâm thời                                            |
| 13     |     | Giovanni Lombardi Luigi Bozino            | 1921    | 1923        |                                                     |
| 14     |     | Giovanni Mauro                            | 1923    | 1924        | Ủy viên                                             |
| 15     |     | Luigi Bozino                              | 1924    | 1926        |                                                     |
| 16     |     | Leandro Arpinati                          | 1926    | 1933        |                                                     |
| 17     |     | Giorgio Vaccaro                           | 1933    | 1942        |                                                     |
| 18     |     | Luigi Ridolfi Vay da Verrazzano           | 1942    | 1943        |                                                     |
| 19     |     | Giovanni Mauro                            | 7.1943  | 9.1943      | Lãnh đạo thay thế của FIGC                          |
| 20     |     | Ettore Rossi                              | 9.1943  | 3.1944      | Lãnh đạo thay thế của FIGC                          |
| 21     |     | Ferdinando Pozzani                        | 3.1944  | 7.1944      |                                                     |
| 22     |     | Fulvio Bernardini                         | 8.1944  | nov.1944    | lãnh đạo thay thế của FIGC                          |
| 23     |     | Giovanni Mauro Giuseppe Baldo             | 8.1945  | 5.1946      | Ủy viên Miền Bắc Ý Thư ký của Mauro                 |
| 24     |     | Ottorino Barassi                          | 12.1944 | 5.1946      | lãnh đạo thay thế của FIGC                          |
| 25     |     | Ottorino Barassi                          | 5.1946  | 8.1958      |                                                     |
| 26     |     | Bruno Zauli                               | 8.1958  | 8.1959      | Ủy viên đặc biệt                                    |
| 27     |     | Umberto Agnelli                           | 8.1959  | 1961        |                                                     |
| 28     |     | Giuseppe Pasquale                         | 1961    | 1967        |                                                     |
| 29     |     | Artemio Franchi                           | 1967    | 1976        |                                                     |
| 30     |     | Franco Carraro                            | 1976    | 1978        |                                                     |
| 31     |     | Artemio Franchi                           | 1978    | 1980        |                                                     |
| 32     |     | Federico Sordillo                         | 1980    | 1986        |                                                     |
| 33     |     | Franco Carraro Andrea Manzella            | 1986    | 1987        | Ủy viên đặc biệt Phó ủy viên đặc biệt               |
| 34     |     | Antonio Matarrese                         | 1987    | 1996        |                                                     |
| 35     |     | Raffaele Pagnozzi                         | 1996    | 1996        | Ủy viên đặc biệt                                    |
| 36     |     | Luciano Nizzola                           | 1996    | 2000        |                                                     |
| 37     |     | Gianni Petrucci                           | 2000    | 2001        | Chủ tích UB Olympic QG Ý và Ủy viên đặc biệt        |
| 38     |     | Franco Carraro                            | 2001    | 2006        |                                                     |
| 39     |     | Guido Rossi                               | 2006    | 2006        | Ủy viên đặc biệt                                    |
| 40     |     | Luca Pancalli                             | 2006    | 2007        | Ủy viên đặc biệt                                    |
| 41     |     | Giancarlo Abete                           | 2007    | 2014        |                                                     |
| 42     |     | Carlo Tavecchio                           | 2014    | Đương nhiệm |                                                     |

## Biểu trưng

1991 - 2005
2006
2006 với 4 ngôi sao